# Villa Lynch Pueyrredón
Villa Lynch Pueyrredon é uma localidade do partido de Bolívar, da Província de Buenos Aires, na Argentina. Possui uma população estimada em 9 habitantes (INDEC 2001).